# The Toe Tactic
The Toe Tactic es una película estadounidense del género drama de 2008, dirigida y escrita por Emily Hubley, musicalizada por Yo La Tengo, en la fotografía estuvo Andrij Parekh y los protagonistas son Lily Rabe, H. Jon Benjamin, Xander Berkeley y Kevin Corrigan, entre otros. El filme fue producido por Orchard Pictures, Hubbub y Hermetic Pictures.

## Sinopsis
Luego del fallecimiento de su padre, Mona está agobiada por el dolor y la depresión. Deja la enseñanza, no atiende las llamadas de su madre, se habla a sí misma y rechaza la intimidad. Ella cree que la observan unos seres, los cuales hacen posibles ciertas interacciones casuales.